# 864 هـ
864 هـ هي سنة في التقويم الهجري امتدت مقابلةً في التقويم الميلادي بين سنتي 1459 و1460.

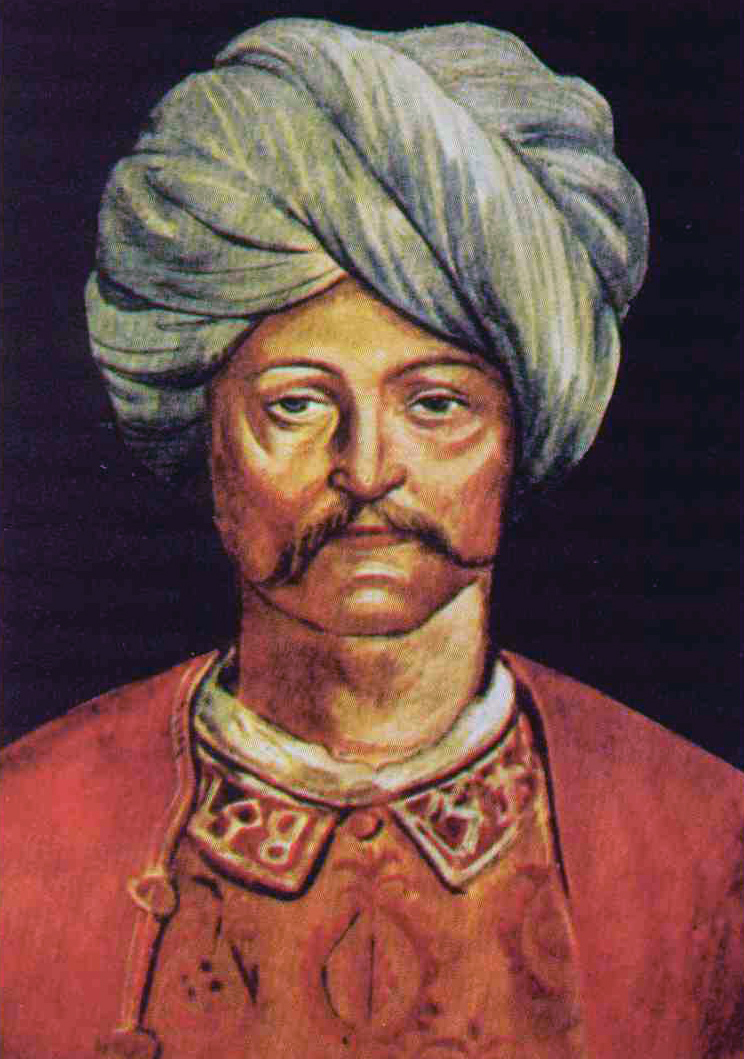
جم سلطان

## مواليد
- جم سلطان

## وفيات
- جلال الدين المحلي